# Антопольский, Лев Борисович
Лев Борисович Антопольский (род. 24 марта 1933, Ростов-на-Дону — 1992) — советский и российский критик, член Союза писателей СССР.

## Биография
Окончил МГУ им. М.В. Ломоносова (1955). Преподавал в школе рабочей молодёжи, затем на протяжении пяти лет работал в «Литературной газете». Публиковал статьи и рецензии в журналах «Вопросы литературы» (в том числе: «Молдавский фольклор в раннем творчестве Горького», 1966, № 11), «Знамя» (в том числе: «Реальность мечты: О книге стихов С. Васильева», 1960, № 12; «Вереск в цвету: О книге стихотворений Я. Козловского», 1970, № 12), «Новый мир», «Дружба народов», «Детская литература» и др. Под редакцией Антопольского вышла книга И. К. Ениколопова «Пушкин в Грузии и под Эрзерумом» (Тбилиси, 1975).
Автор книги «У очага поэзии: Очерк творчества Р. Гамзатова» (М.: Советский писатель, 1972) и брошюры «О чём говорит повесть» (М.: Знание, 1978. — Серия «Новое в жизни, науке, технике»).
Член Союза писателей СССР (1976).
В конце 1970-х крестился, отошёл от литературной работы, работал грузчиком.